# سانتياغو بوستوس
سانتياغو بوستوس (بالإسبانية: Santiago Bustos)‏ هو لاعب كرة قدم أرجنتيني في مركز الدفاع، ولد في 25 مارس 1998 في تشاكابوكو، بوينس آيرس ‏ في الأرجنتين. لعب مع نادي أتليتكو للبنين ‏.

## وصلات خارجية
- سانتياغو بوستوس على موقع قاعدة بيانات كرة القدم.إي يو (الإنجليزية)
- سانتياغو بوستوس على موقع Soccerway.com (الإنجليزية)